# کژه
کژه (به لاتین: Kaga) یک منطقهٔ مسکونی در افغانستان است که در ولسوالی خوگیانی واقع شده‌است.